# Hertogdom Cantabrië

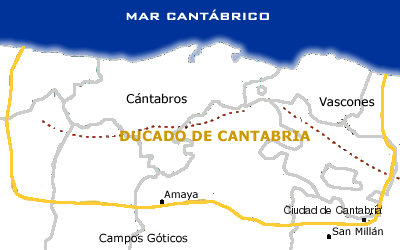
Hertogdom Cantabrië (benadering)

Het hertogdom Cantabrië werd door de Visigoten gecreëerd in het noorden van Spanje. Het was een mark die tot doel had de grenzen met de Cantabrische en Baskische volken te bewaken. De juiste afbakening is onduidelijk gebleven maar allicht bevatte het hertogdom volledig het huidige Cantabrië en grensgebieden van alle aangrenzende regio's.